# La Chapelle-Rousselin
La Chapelle-Rousselin és un municipi francès situat al departament de Maine i Loira i a la regió de País del Loira. L'any 2007 tenia 692 habitants.

## Demografia

### Població
El 2007 la població de fet de La Chapelle-Rousselin era de 692 persones. Hi havia 277 famílies de les quals 69 eren unipersonals (41 homes vivint sols i 28 dones vivint soles), 94 parelles sense fills, 98 parelles amb fills i 16 famílies monoparentals amb fills.
La població ha evolucionat segons el següent gràfic:
Habitants censats

### Habitatges
El 2007 hi havia 285 habitatges, 274 eren l'habitatge principal de la família, 3 eren segones residències i 8 estaven desocupats. 278 eren cases i 6 eren apartaments. Dels 274 habitatges principals, 186 estaven ocupats pels seus propietaris, 81 estaven llogats i ocupats pels llogaters i 6 estaven cedits a títol gratuït; 18 tenien dues cambres, 30 en tenien tres, 63 en tenien quatre i 163 en tenien cinc o més. 217 habitatges disposaven pel capbaix d'una plaça de pàrquing. A 126 habitatges hi havia un automòbil i a 135 n'hi havia dos o més.

### Piràmide de població
La piràmide de població per edats i sexe el 2009 era:
| Homes | Edats   | Dones |
| ----- | ------- | ----- |
| 0     | 95 o +  | 0     |
| 0     | 90 a 94 | 8     |
| 4     | 85 a 89 | 8     |
| 4     | 80 a 84 | 0     |
| 12    | 75 a 79 | 20    |
| 16    | 70 a 74 | 12    |
| 8     | 65 a 69 | 20    |
| 12    | 60 a 64 | 8     |
| 8     | 55 a 59 | 16    |
| 12    | 50 a 54 | 8     |
| 24    | 45 a 49 | 20    |
| 32    | 40 a 44 | 36    |
| 28    | 35 a 39 | 12    |
| 20    | 30 a 34 | 24    |
| 20    | 25 a 29 | 16    |
| 12    | 20 a 24 | 16    |
| 32    | 15 a 19 | 20    |
| 20    | 10 a 14 | 28    |
| 16    | 5 a 9   | 32    |
| 16    | 0 a 4   | 12    |

## Economia
El 2007 la població en edat de treballar era de 447 persones, 351 eren actives i 96 eren inactives. De les 351 persones actives 330 estaven ocupades (188 homes i 142 dones) i 20 estaven aturades (5 homes i 15 dones). De les 96 persones inactives 39 estaven jubilades, 35 estaven estudiant i 22 estaven classificades com a «altres inactius».

### Ingressos
El 2009 a La Chapelle-Rousselin hi havia 289 unitats fiscals que integraven 763,5 persones, la mediana anual d'ingressos fiscals per persona era de 15.801 €.

### Activitats econòmiques
Dels 22 establiments que hi havia el 2007, 1 era d'una empresa extractiva, 1 d'una empresa alimentària, 10 d'empreses de construcció, 1 d'una empresa de comerç i reparació d'automòbils, 2 d'empreses d'hostatgeria i restauració, 3 d'empreses d'informació i comunicació, 1 d'una empresa financera, 1 d'una empresa immobiliària, 1 d'una empresa de serveis i 1 d'una empresa classificada com a «altres activitats de serveis».
Dels 13 establiments de servei als particulars que hi havia el 2009, 1 era un taller de reparació d'automòbils i de material agrícola, 2 paletes, 1 guixaire pintor, 4 fusteries, 1 lampisteria, 2 electricistes, 1 perruqueria i 1 restaurant.
L'únic establiment comercial que hi havia el 2009 era una fleca.
L'any 2000 a La Chapelle-Rousselin hi havia 33 explotacions agrícoles que ocupaven un total de 936 hectàrees.

## Equipaments sanitaris i escolars
El 2009 hi havia una escola elemental.

## Poblacions més properes
El següent diagrama mostra les poblacions més properes.